# 刘长卿

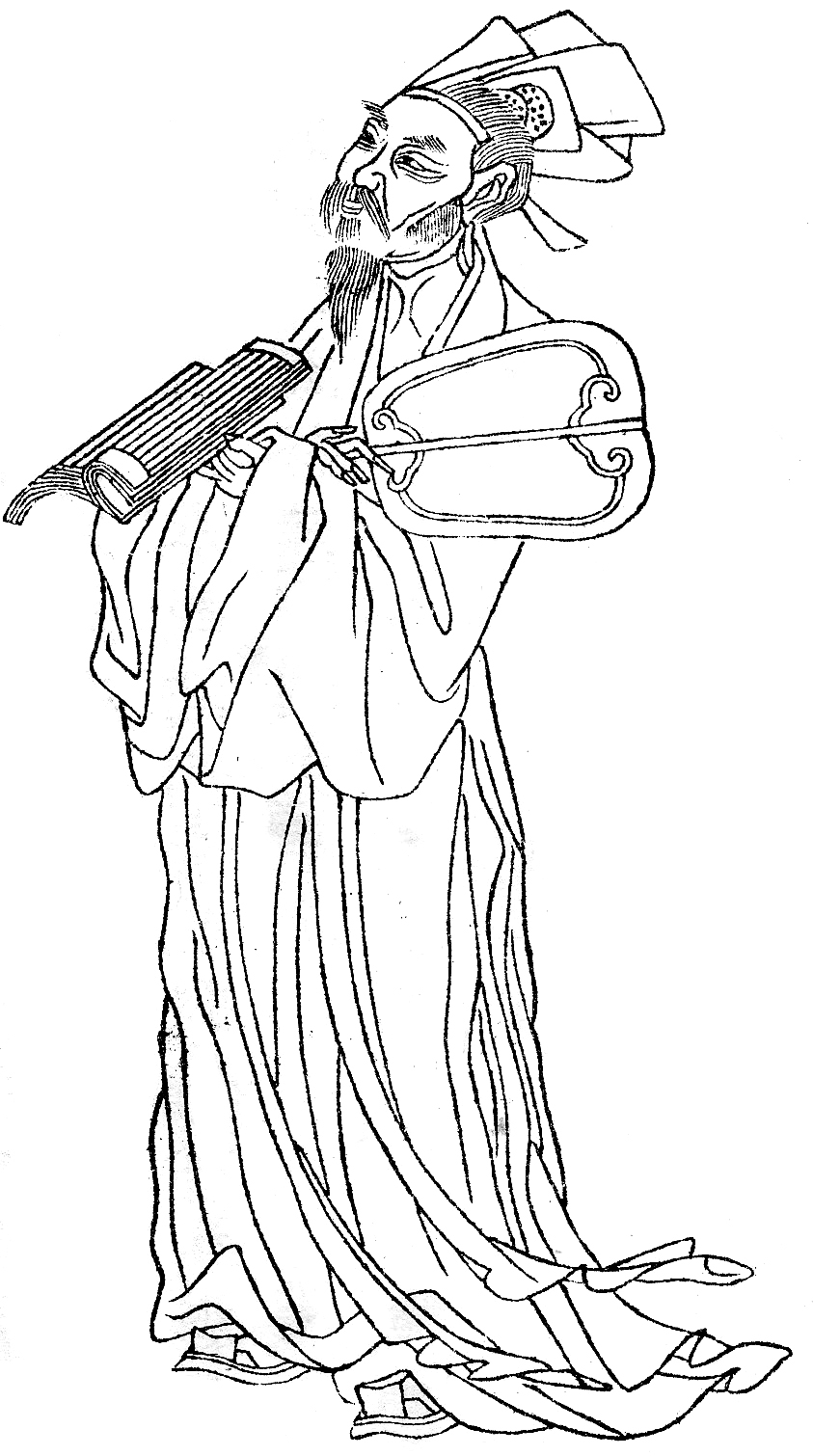
劉長卿像

劉長卿（726年？—790年？），字文房，宣城（今属安徽）人，郡望河间（今属河北），唐代诗人。

## 生平

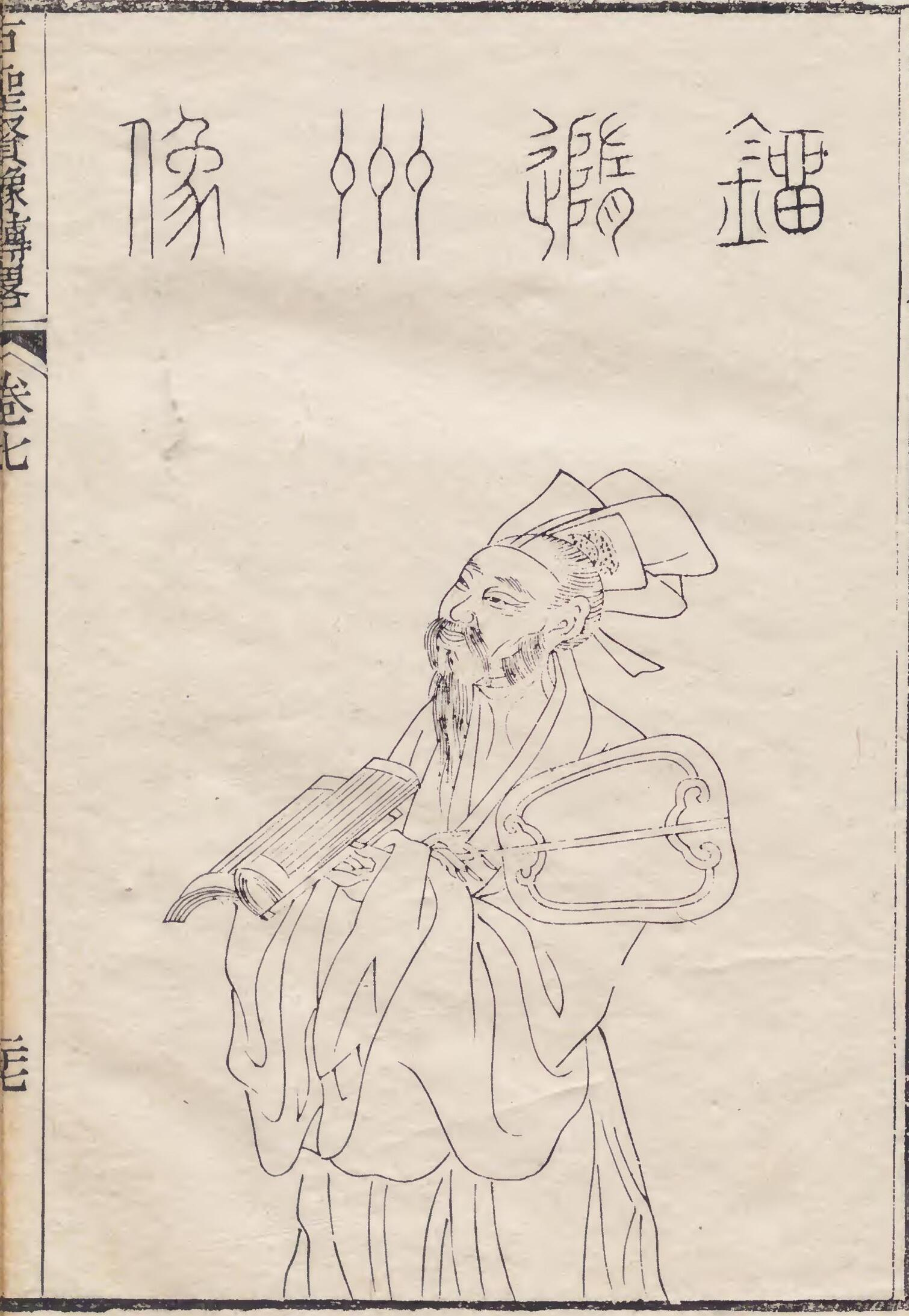
《古聖賢像傳略》劉長卿像

年輕時在嵩山讀書，唐玄宗開元年间進士，曾任監察御史，常因性情剛烈而冒犯他人，至德三年（乾元元年，758年）正月，攝海鹽令。因事由苏州长洲尉贬为潘州南巴（今广东电白县）尉，唐代宗時任轉運使判官，知淮西、鄂岳轉運留後，大历年间，又因得罪了鄂岳觀察使吴仲孺，被誣為貪贓，贬为睦州（今浙江淳安）司马。
終官隨州（今湖北隨縣）刺史，世稱“劉隨州”。贞元元年，淮西节度使李希烈割据隨州称王，時局動盪，刘长卿离开随州，晚年流寓江州，曾入淮南節度使幕。約卒於貞元六年。

## 文学成就
刘长卿擅長五言近體詩，其诗大多抒发政治失意的感情，內容多寫荒村水鄉、幽寒孤寂之境，如「城池百戰後，耆舊幾家殘」（《穆陵關北逢人歸漁陽》），“鳥雀空城在，榛蕪舊路遷”（《送河南元判官赴河南勾當苗税充百官俸祿》），並反映社會離亂及政治失意之感，如“地遠明君棄，天高酷吏欺”（《初貶南巴至鄱陽題李嘉祐江亭》）。風格溫雅流暢，冠絕於當世，自稱為“五言長城”。著隨州集、外集。為大曆詩人的代表。
劉長卿主要活動於吳越地區，大部分作品写于安史之乱之后，高仲武将他列入中唐诗人，評其詩“大抵十首以上，語意稍同，于落句尤甚，思銳才窄也”。中唐后期皇甫湜则高度评价刘长卿，称其“诗未有刘长卿一句，已呼阮籍为老兵矣；筆语未有骆宾王一字，已骂宋玉为罪人矣。”到了宋朝，就有人有意模仿他的诗句。明朝的高棅则将刘长卿视为盛唐诗人。清朝的盧文弨評價劉長卿爲杜甫之後的“巨擘”，而且“眾體皆工，不獨五言爲長城”。
《全唐詩》編錄其詩爲5卷。《唐诗三百首》收录刘长卿诗11首。现存《刘随州集》11卷，前10卷诗，后一卷文，其中杂有他人诗文。